# Damian Penaud
Pour les articles homonymes, voir Penaud.

a Compétitions nationales et continentales officielles uniquement.

b Matchs officiels uniquement.
Dernière mise à jour le 15 mars 2025.
Damian Penaud, né le 25 septembre 1996 à Brive-la-Gaillarde (Corrèze), est un joueur international français de rugby à XV, fils du joueur international Alain Penaud. Il joue aux postes de centre ou d'ailier et évolue avec l'Union Bordeaux Bègles en Top 14 depuis la saison 2023-2024.
Terminant sa formation à l'ASM Clermont, Damian Penaud fait ses débuts professionnels en 2016 avec les Auvergnats, d'abord au poste de centre avant d'être décalé à l'aile. Avec son club formateur, il est champion de France en 2017, finaliste en 2019 et remporte cette même année le Challenge européen. En 2023, il quitte l'ASM pour l'Union Bordeaux Bègles. En 2025, il remporte la Champions Cup avec le club girondin. 
Grand espoir du rugby français, il honore sa première cape avec le XV de France en 2017 avant de devenir un titulaire indiscutable sous le mandat de Fabien Galthié. Il remporte le Grand Chelem en 2022, puis échoue en quart de finale de la Coupe du monde 2023 malgré six essais marqués dans la compétition.
Ailier prolifique, il est le meilleur marqueur de l'histoire des Bleus dans le Tournoi des Six Nations (17 essais), devançant son prédécesseur au poste, Vincent Clerc (11 essais).
Il est également le meilleur marqueur lors d'une même édition de l'histoire de la Champions Cup (14 essais) dépassant ainsi Chris Ashton (11 essais). 

## Biographie

### Jeunesse et formation
Damian Penaud naît le 25 septembre 1996 à Brive-la-Gaillarde. Son père est Alain Penaud, demi d'ouverture international français à 32 reprises, qui a notamment joué pour le CA Brive et remporté la Coupe d'Europe quatre mois après la naissance de son fils.
Damian Penaud signe sa première licence de rugby à XV avec le club du Lyon OU en 2006, à 10 ans, alors que son père y termine sa carrière comme entraîneur-joueur. L'année suivante, la famille rentre à Brive-la-Gaillarde où le jeune Damian intègre l'école de rugby du CA Brive,. Après trois mois, sans amis dans l’équipe et sans plaisir sur le terrain, il arrête le rugby à XV pour jouer au football à l'Étoile de Brive pendant deux saisons avant que des copains l'incitent à les rejoindre dans le club de rugby voisin de l'Entente vigilante Malemort Brive olympique,. L'adolescent reprend goût au rugby comme demi d'ouverture avec une grande liberté puis retourne au CA Brive à 15 ans où il est repositionné au poste de centre. Alors que Brive, qui a un nombre limité de places et lui préfère Atila Septar, ne lui propose pas de contrat au centre de formation, son père contacte l’agent Miguel Fernandez afin qu'il lui trouve un nouveau club. Quelques clubs sont intéressés, dont l'ASM Clermont Auvergne, qui le supervise dans sa fin de saison jusqu'en demi-finale du championnat de France Crabos. À l'été 2015, le centre rejoint le centre de formation de Clermont et intègre rapidement l'équipe espoirs du club auvergnat.
En 2015, il est appelé en équipe de France des moins de 20 ans, avec qui il participe au Tournoi des Six Nations des moins de 20 ans et à au Championnat du monde junior. Il est alors surclassé.

### Débuts professionnels (2016-2017)
Damian Penaud fait ses débuts en Top 14 le 16 avril 2016, à l'occasion de la 21e journée de championnat de la saison 2015-2016, face au SU Agen. Il est titulaire et joue l'intégralité de la rencontre. Il s'agit de son seul match de la saison.
À l'issue de cette première saison, en juillet 2016, il figure sur la liste développement comportant trente joueurs de moins de 23 ans à fort potentiel que les entraîneurs de l'équipe de France suivent pour la saison 2016-2017.
Il participe également, en 2016, au Tournoi des Six Nations des moins de 20 ans 2016 et à la Coupe du monde junior 2016 avec les Bleuets. Il réalise notamment un Tournoi des Six Nations très remarqué, qui impressionne. Il marque par exemple un triplé face à l'Angleterre.

### Affirmation à Clermont et débuts avec les Bleus (2017-2019)

#### Finaliste de Champions Cup et Champion de France en 2017
Après de très bonnes performances avec l'équipe de France des moins de 20 ans. Damian Penaud est intégré au groupe professionnel clermontois, tout comme Arthur Iturria, Étienne Falgoux ou encore Alivereti Raka qui intègrent également le groupe.

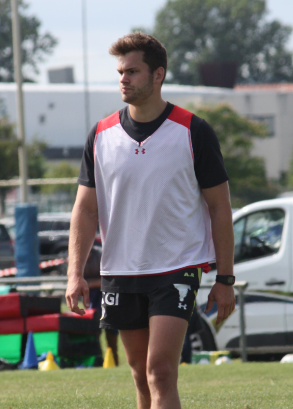
Damian Penaud à l'entrainement sous le maillot de l'ASM Clermont en 2017.

Convaincu de son potentiel, Franck Azéma, son entraîneur, le lance petit à petit dans le grand bain durant la saison 2016-2017, profitant des absences de Rémi Lamerat et Wesley Fofana avec l'équipe de France puis de la grave blessure de ce dernier au pied, qui lui permet de gagner du temps de jeu et de se montrer. Cela lui permet de beaucoup progresser.
Cette saison, l'ASM se qualifie dans un premier temps en finale de la Coupe d'Europe, pour la troisième fois de son histoire. Les Clermontois affrontent alors les Saracens afin de décrocher leur première étoile. Damian Penaud est sur le banc des remplaçants en début de rencontre, puis entre en jeu à la place d'Aurélien Rougerie à la 55e minute de jeu. Finalement, l'ASM s'incline sur le score de 17 à 28 face aux Anglais.
Après cette finale perdue, il s'installe finalement en tant que titulaire sur la fin de saison en championnat, devant les internationaux Rougerie et Benson Stanley. Titulaire en demi-finale du Top 14 contre le Racing 92, il brille en marquant le premier essai de la partie puis en provoquant un carton jaune alors que son équipe évolue en infériorité numérique. Il contribue alors au succès et à la qualification de son équipe en finale grâce à une victoire 37 à 31 face aux Franciliens. En finale, contre le RC Toulon, il est titulaire au poste de centre accompagné par Lamerat, et est à nouveau décisif sur l'unique essai auvergnat de la partie inscrit par Alivereti Raka. Il est sacré champion de France de rugby à seulement 20 ans. Il s'agit donc du premier titre de sa carrière et du deuxième Bouclier de Brennus remporté par son club. Pour sa deuxième saison professionnelle, Damian Penaud a joué vingt matchs toutes compétitions confondues (dix-sept en Top 14 et trois en Coupe d'Europe) et a inscrit huit essais, soit 40 points.

#### Débuts internationaux
À l'issue de la saison 2016-2017 et après avoir remporté le premier trophée de sa carrière, Damian Penaud est convoqué pour la première fois en équipe de France, par Guy Novès, afin de jouer la tournée d'été 2017 en Afrique du Sud. Quelque temps après, en juin 2017, l'encadrement du XV de France l'intègre dans la liste Élite des joueurs protégés par la convention FFR/LNR pour la saison 2017-2018.
Damian Penaud ne prend pas part au premier des trois matchs face à l'Afrique du Sud. Cependant, il est titulaire lors du deuxième match de la tournée, le 17 juin 2017, et connaît à cette occasion sa première cape internationale. Il est titulaire au centre aux côtés de Gaël Fickou et joue tout le match, de plus, il inscrit son premier essai international et réalise un très bon match. Les Bleus perdent cependant cette rencontre 37 à 15,,. Une semaine plus tard, il est de nouveau titulaire lors du troisième et dernier match de la tournée face aux Springboks, avant d'être remplacé par François Trinh-Duc à la 64e minute de jeu. Les Français s'inclinent une fois de plus, sur le score de 35 à 12.
En septembre 2017, en début de saison 2017-2018, il prolonge un contrat de trois saisons supplémentaires avec l'ASM Clermont, soit jusqu'en juin 2021. Il est ensuite de nouveau convoqué avec les Bleus pour participer à la tournée d'automne, durant laquelle les Français affrontent la Nouvelle-Zélande, l'Afrique du Sud et le Japon. Damian Penaud joue les trois matchs de la tournée, dont les deux premiers en commençant sur le banc et le dernier en étant titulaire au centre avec Henry Chavancy, face au Japon.
Il termine ensuite l'année civile 2017 en étant nommé pour le titre de révélation de l'année lors des Prix World Rugby 2017 aux côtés de l'Argentin Emiliano Boffeli et du Néo-Zélandais Rieko Ioane qui remporte finalement cette distinction,.
Lors d'une rencontre de Coupe d'Europe face aux Saracens en décembre 2017, il se blesse gravement et souffre d'une fracture de l'os naviculaire, le rendant indisponible plusieurs mois. Il manque ainsi le Tournoi des Six Nations 2018, durant lequel la France termine à la quatrième place. Il est de retour de blessure en avril 2018, pour les dernières journées de championnat. Son club termine la saison 2017-2018 de Top 14 à la neuvième place du classement général, tandis que lui a joué dix-huit matchs toutes compétitions confondues et a inscrit quatre essais.
À la fin de cette troisième saison chez les professionnels, il est sélectionné, en juin 2018, pour jouer avec les Barbarians français qui affrontent les Crusaders puis les Highlanders en Nouvelle-Zélande. Il est titularisé lors des deux rencontres mais les Baa-baas s'inclinent 42 à 26 à Christchurch puis 29 à 10 à Invercargill.

### Au plus haut niveau avec l'ASM et les Bleus (2019-2023)

#### Finaliste du Top 14 et vainqueur du Challenge européen en 2019
En début de saison 2018-2019, Damian Penaud est en concurrence, au poste de centre, avec les deux internationaux français Wesley Fofana et Rémi Lamerat, puis avec le All Black George Moala, qui vient d'arriver au club, et le fidjien Apisai Naqalevu. Durant la saison, sous l'impulsion du joueur mais également pour répondre aux problématiques liées aux blessures de plusieurs joueurs de l'ASM (Alivereti Raka, Samuel Ezeala, Peter Betham) et au manque de profondeur à ce poste en équipe de France, Damian Penaud est progressivement décalé du poste de centre (auquel il a initialement été formé) à celui d'ailier.
En Challenge européen, les Clermontois se qualifient en finale après avoir battu Northampton puis les Harlequins. Durant la finale face au Stade rochelais, Penaud est titulaire à l'aile, comme durant les tours précédents. Il inscrit le premier essai de la rencontre et donne l'avantage à son équipe qui va finalement remporter la compétition sur le score de 36 à 16. Il s'agit alors du deuxième titre de la carrière de Damian Penaud.
Aussi, l'ASM Clermont termine à la deuxième place du classement de la phase régulière de Top 14 et se qualifie donc pour les demi-finales du championnat de France. Lors de la demi-finale, les Clermontois affrontent le Lyon OU. Penaud est titulaire sur l'aile droite et inscrit le premier essai clermontois de ce match. Les siens s'imposent 33 à 13 et il est élu homme du match. En finale, Clermont affronte le Stade toulousain. Penaud est titulaire au poste d'ailier et joue tout le match. Cependant, l'ASM perd cette finale 24 à 18.
Avec l'équipe de France, il est appelé par Jacques Brunel pour participer au Tournoi des Six Nations 2019, durant lequel il joue les cinq matchs, en étant titularisé à chaque fois. Durant cette compétition, il marque deux essais, contre l'Angleterre et l'Italie. Lors de ce dernier match contre l'Italie, Damian Penaud sauve les Français en empêchant d'abord Marco Zanon d'inscrire l'essai de la gagne côté italien avec un retour défensif décisif, avant d'inscrire la 3ème réalisation française à quatre secondes de la fin. La France termine le Tournoi à la quatrième place.
À l'issue de cette très bonne saison, durant laquelle il joue 25 matchs et inscrit 14 essais, Damian Penaud prolonge son contrat avec l'ASM jusqu'en 2023. Il est également élu meilleur ailier de la saison de Top 14 par les internautes du site rugbyrama.fr, meilleur international français de la saison 2018-2019 lors de la Nuit du rugby. Il remporte également l'Oscar d'Argent aux Oscars du Midi olympique. Son repositionnement au poste d'ailier est ainsi une réussite, que ce soit avec Clermont ou l'équipe de France.

#### Coupe du monde 2019
Après une saison 2018-2019 plus que réussie, Damian Penaud est dans un premier temps appelé en bleu pour jouer les deux matchs de préparation à la Coupe du monde 2019, face à l'Écosse. Il est titulaire au poste d'ailier lors des deux rencontres, et inscrit un doublé lors du second match,. Il est ensuite logiquement convoqué pour participer à sa première Coupe du monde, au Japon. Il figure dans le groupe des 31 joueurs convoqués par le sélectionneur, Jacques Brunel. Il joue deux des trois matchs de poule de l'équipe de France, contre l'Argentine et les Tonga, mais est laissé au repos face aux États-Unis. Les Bleus terminent deuxième de leur groupe, derrière l'Angleterre, et se qualifient donc pour les quarts de finale. En phase finale, les Français affrontent le pays de Galles et Damian Penaud est titulaire à l'aile pour la troisième fois de la compétition. Finalement, ils s'inclinent face aux Gallois 20 à 19 et sont éliminés dès les quarts de finale. Penaud n'a pas inscrit d'essais durant la Coupe du monde. À l'issue de cette compétition, Damian Penaud est désormais considéré comme l'un des cadres du XV de France, à seulement 23 ans.
Après cette première Coupe du monde, Damian Penaud entame la saison 2019-2020 de Top 14 en tant que titulaire indiscutable au poste d'ailier à l'ASM, tandis que ses concurrents, Alivereti Raka, Peter Betham et Rémy Grosso, se dispute l'autre place d'ailier dans le XV de départ. De retour du mondial au mois de novembre 2019, il ne joue que trois matchs de championnat et quatre de Coupe d'Europe avant l'arrêt des deux compétitions à cause de la pandémie de Covid-19. Il a inscrit quatre essais durant ces sept matchs. En septembre 2020, il prend aussi part au quart de finale de Coupe d'Europe reporté, face au Racing 92, durant lequel il inscrit un essai, mais ne permet pas aux Clermontois de se qualifier pour le tour suivant (défaite 27-36). Avec l'équipe de France, il est sélectionné pour participer au Tournoi des Six Nations 2020, tout comme son coéquipier Alexandre Fischer,. Il ne joue qu'un seul match durant ce Tournoi, contre l'Écosse et inscrit à cette occasion un essai.

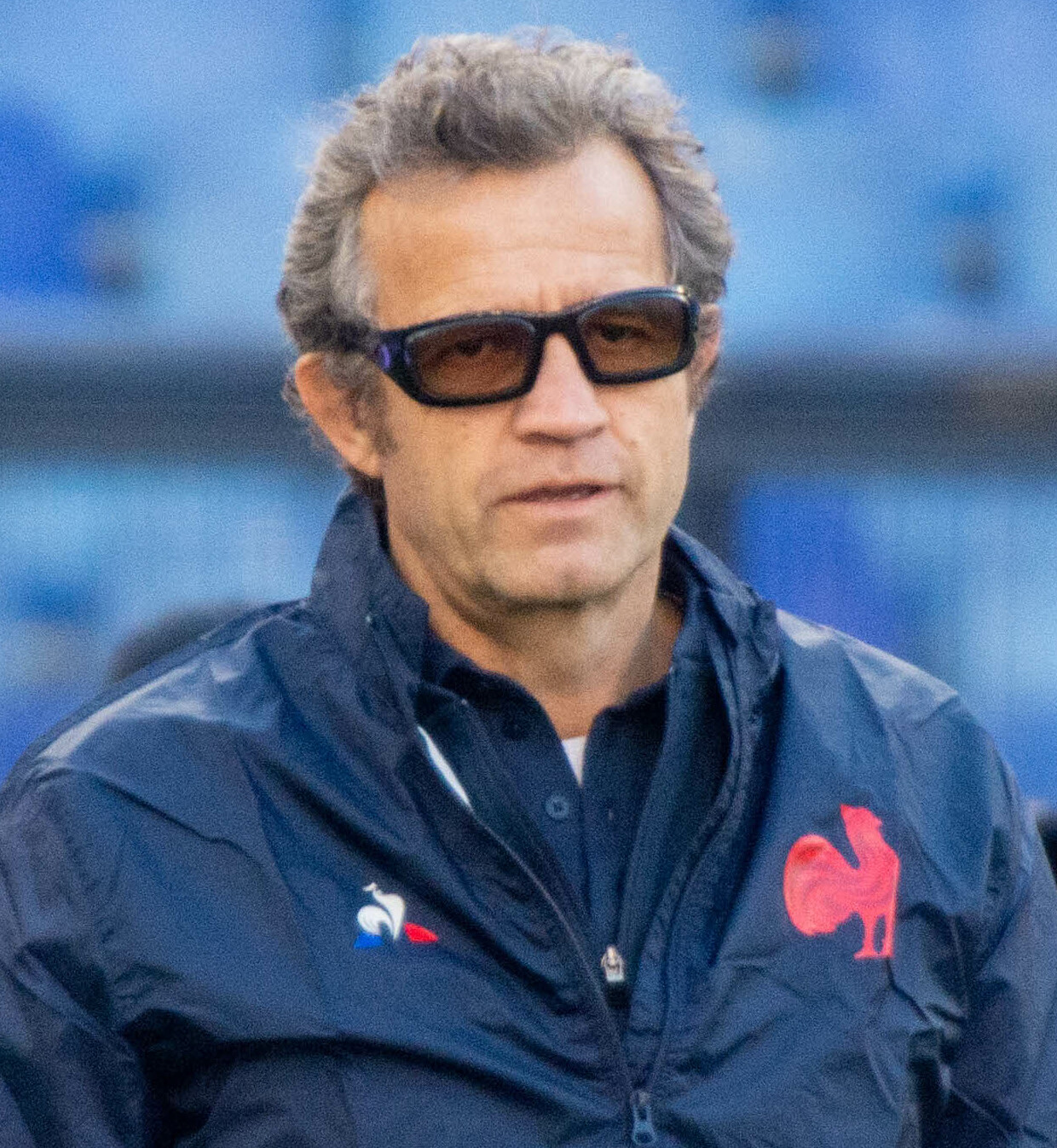
Damian Penaud devient un titulaire indiscutable à l'aile du XV de France lors du premier mandat du sélectionneur Fabien Galthié.

Dès le début de la saison 2020-2021, il est victime d'une lourde entorse à la cheville gauche l'éloignant des terrains durant près de deux mois. Il est de retour au mois de décembre 2020, lors de la onzième journée de championnat,. Il manque ainsi la tournée de novembre avec les Bleus, et est remplacé par Arthur Retière. De retour de blessure, il est ensuite appelé pour participer au Tournoi des Six Nations 2021, durant lequel il joue tous les matchs, dont quatre en tant que titulaire, marque trois essais et termine à la deuxième place derrière le pays de Galles, vainqueur. L'ASM termine la saison à la cinquième place du classement général et se qualifie donc pour le match de barrage que le club perd face à l'Union Bordeaux Bègles (25-16), malgré un essai marqué par Damian Penaud. De même en Coupe d'Europe, les Clermontois sont aussi éliminés en quarts de finale, par le Stade toulousain. Damian Penaud termine cette saison en ayant joué dix-sept matchs toutes compétitions confondues et marqué huit essais.
Durant l'été 2021, il participe ensuite à la tournée d'été du XV de France qui affronte l'Australie à trois reprises. Il est titulaire lors des trois matchs et marque un essai.

#### Grand Chelem avec les Bleus en 2022
Pour la saison 2021-2022, Damian Penaud est désormais un cadre incontestable de son club, l'ASM Clermont, et de l'équipe de France. En club il est titulaire indiscutable au poste d'ailier avec le Franco-fidjien Alivereti Raka. Ils sont suppléés par Samuel Ezeala et Bastien Pourailly. Après un excellent début de saison en club, il est logiquement convoqué pour la tournée d'automne, en octobre 2021,,. Il est titulaire lors du premier match de cette tournée remporté face à l'Argentine sur le score de 29 à 20. Puis, il est de nouveau titulaire à l'aile pour affronter la Géorgie, contre qui il inscrit un doublé et permet aux Bleus de s'imposer 41 à 15. Enfin, il est décisif lors du dernier match de la tournée, une historique victoire face aux All Blacks, où il intercepte une passe d'un joueur néo-zélandais et inscrit le quatrième essai français du match et scelle la victoire,. À la fin de l'année civile 2021, il fait partie du XV mondial de l'année selon Midi olympique. En Top 14, Damian Penaud est le joueur qui porte son équipe qui est plutôt en difficulté depuis le début de la saison. En très grande forme, il est convoqué pour le Tournoi des Six Nations 2022 que les Français espèrent remporter, après avoir terminé deux fois consécutives à la deuxième place en 2020 et 2021. Il joue quatre des cinq matchs de son pays, tous en tant que titulaire et inscrit trois essais: un contre l'Italie et un doublé contre l'Écosse. Il manque seulement le match contre le pays de Galles car positif au Covid-19. Les Français remportent tous les matchs de la compétition, réalisant ainsi le Grand Chelem, le dixième de son histoire, le premier depuis douze ans. Il s'agit du premier titre remporté en sélection nationale par Damian Penaud. Il termine également meilleur marqueur d'essais du tournoi avec trois essais au total, à égalité avec son compatriote Gabin Villière et l'Irlandais James Lowe. Il est donc logiquement nommé dans l'équipe type de la compétition.
Avec l'ASM, sous les ordres de Jono Gibbes, il retrouve son poste de formation et est régulièrement aligné au poste de centre, contrairement au XV de France où il est désormais installé à l'aile. Les Clermontois terminent septièmes de la phase régulière de Top 14 et ne se qualifient donc pas pour les phases finales, tandis qu'en Coupe d'Europe ils se qualifient de justesse pour les huitièmes de finale, mais se font éliminer aussitôt par Leicester. Cette saison, avec le club auvergnat, Penaud joue dix-sept matchs toutes compétitions confondues et marque dix essais et est nommé dans l'équipe type de Top 14,.
À l'issue de cette saison, il est dans un premier temps sélectionné par Fabien Galthié pour affronter l'Angleterre avec les Barbarians britanniques. Il est titulaire lors de ce match et inscrit un doublé, permettant à son équipe de remporter la rencontre sur le score de 21 à 52. Il est ensuite convoqué pour la tournée d'été au Japon où les Bleus affrontent l'équipe du Japon à deux reprises. Il joue les deux matchs et marque notamment deux essais lors du premier match de cette double confrontation,.

#### Dernière saison à Clermont puis Coupe du monde en 2023
Après une très bonne saison 2022, notamment avec l'équipe de France, Damian Penaud est le leader de son club. Il est en concurrence avec Raka, Ezeala, Marvin O'Connor et l'Argentin Bautista Delguy qui vient d'arriver en provenance de l'USA Perpignan, pour les deux places de titulaire au poste d'ailier dans le XV de départ clermontois pour la saison 2022-2023. Il est élu meilleur joueur de la tournée d'automne 2022, après avoir participé aux trois victoires en trois rencontres du XV de France et s'est notamment illustré face à l'Australie avec un exploit personnel permettant au XV de France de remporter le match, mais également un doublé contre le Japon. Quelques mois plus tard, en janvier 2023, il est de nouveau appelé en équipe de France pour participer au Tournoi des Six Nations 2023,. Il inscrit un essai face à l'Irlande, puis un doublé dans une très large victoire 10 à 53 face à l'Angleterre à Twickenham. Ce doublé lui permet de devenir le meilleur marqueur français du Tournoi des Six Nations en dépassant Vincent Clerc, avec au total douze essais marqués par Damian Penaud, contre onze pour Clerc. Lors du dernier match contre le pays de Galles, il inscrit un nouveau doublé, passant son total d'essai durant cette édition à cinq, faisant de lui le meilleur marqueur d'essai de l'édition 2023. La France termine deuxième derrière l'Irlande qui réalise le Grand Chelem et Damian Penaud est retenu dans l'équipe type de la compétition,.
De retour avec son club, après trois mois sans jouer à cause de blessures et des sélections en équipe de France, il inscrit deux essais en huitième de finale de Challenge Cup contre Bristol, permettant aux siens de s'imposer 33 à 26, avant de se faire éliminer au tour suivant par les Scarlets. Cependant, il est ensuite victime d'une déchirure à un mollet au début du mois d'avril 2023, le rendant indisponible durant un mois. Il fait son retour sur les terrains pour les trois derniers matchs de championnat et joue pour la dernière fois avec l'ASM le 28 mai 2023, face au Racing 92, à l'occasion de l'ultime journée de Top 14. Il a joué au total 120 matchs avec son club formateur et inscrit 56 essais,.
À l'issue de cette saison, il est nommé pour l'Oscar d'Or aux Oscars du Midi olympique, récompensant le meilleur joueur français de la saison.
Sélectionné fin juin 2023 dans une liste de 42 joueurs pour préparer la Coupe du monde 2023, il fait partie de la liste officielle des 33 joueurs qui disputent la compétition. Il est titularisé pour le match d'ouverture du Mondial face aux All Blacks et inscrit un essai permettant aux Français de l'emporter 27 à 13,. Damian Penaud est ensuite laissé au repos pour la rencontre face à l'Uruguay, avant de retrouver sa place dans le XV de départ français pour affronter la Namibie. Face aux Welwitschias, il inscrit un triplé dans une large victoire 96 à 0 et porte son nombre d'essais internationaux à 33, devançant désormais finalement Philippe Saint-André (32 essais marqués avec l'équipe de France) et devient le troisième meilleur marqueur d'essais de l'histoire de sa sélection,. De nouveau titularisé pour le match suivant face à l'Italie, il marque un doublé et dépasse Vincent Clerc au classement des meilleurs marqueurs d'essais en équipe de France, étant alors maintenant à seulement trois essais du premier, Serge Blanco (38 essais). La France l'emporte sur le score de 60 à 7 et est qualifiée pour les quarts de finale. Pour le premier match de la phase à élimination directe, les Bleus font face à l'Afrique du Sud, le champion du monde en titre. Penaud est titulaire dans une rencontre très serrée, finalement remportée d'un point par les Springboks (28-29). Malgré son statut de favori, la France est alors éliminée dès les quarts de finale, comme en 2019,.
Après cette compétition, Damian Penaud est récompensé lors des Prix World Rugby lorsqu'il est sélectionné dans le XV masculin de l'année.

### Départ à l'Union Bordeaux Bègles (2023-)
En fin de contrat au terme de la saison 2022-2023, l'ailier international est courtisé par de nombreuses équipes et envisage de quitter son club de formation s'il n'est pas suffisamment compétitif. À la fin du mois de décembre 2022, il déclare rejoindre l'Union Bordeaux Bègles à partir de la saison 2023-2024. De retour du Mondial, Damian Penaud fait ses débuts avec sa nouvelle équipe à l'occasion de la sixième journée de Top 14 contre la Section paloise, lorsqu'il entre en cours de partie à la place de l'ailier congolais Madosh Tambwe. Il joue 30 minutes, mais les Girondins sont battus 20-11,. La semaine suivante, il connaît sa première titularisation avec l'UBB et marque également son premier essai avec son nouveau club, n'empêchant cependant pas la défaite des siens (25-21). Puis, lors du match suivant face à l'USAP, il est titulaire et marque un quadruplé en première période et égale le record de Gabriel Lacroix qui en avait marqué un en une seule mi-temps également. Grâce à cette performance, il permet à son équipe de s'imposer 46 à 22 et devient alors le meilleur marqueur du championnat avec cinq essais inscrits en seulement trois apparitions.
Le 28 juin 2024, il est titulaire en finale du Top 14, organisée exceptionnellement au Stade Vélodrome de Marseille, face au Stade toulousain. Les bordelais ne parviennent pas à inquiéter les toulousains et s'inclinent sur le large score de 59 à 3. Auteur de quatorze essais en seize matchs de championnat dès sa première saison avec son nouveau club, il est élu dans l'équipe type de la saison de Top 14.
Le 19 janvier 2025, Penaud bat le record du nombre d'essais inscrits en un seul match de Champions Cup en marquant un sextuplé contre les Sharks lors de la victoire 66 à 12 de l'UBB.
Le 12 avril 2025, lors du quart de finale face au Munster, Penaud inscrit le premier essai de la rencontre, son douzième dans la compétition. Il devient à ce jour, le meilleur marqueur de l'histoire de la compétition sur une même édition battant le précédent record détenu par Chris Ashton (11 essais). Le 24 mai, il remporte la Champions Cup en inscrivant un doublé lors de la finale gagnée 28 à 20 contre les Northampton Saints. Il remporte, par la même occasion, la récompense du meilleur joueur de la compétition, notamment grâce à ses quatorze essais en huit matchs

## Style de jeu
Fabien Galthié décrit Damian Penaud comme étant un joueur présent dans le jeu dans les couloirs, capable de répondre au combat dans le jeu aérien. C'est un redoutable finisseur, extrêmement rapide et puissant. Il est également qualifié par un de ses préparateurs physiques à Clermont, comme « un athlète assez incroyable ». En effet, il mesure 1,92 m pour environ 95 kg, peut courir jusqu'à plus de 37 km/h, et est capable de reproduire de telles accélérations même en fin de match, malgré la fatigue. Il se distingue en outre par un style de jeu créatif mais peu académique, particulièrement déroutant pour les équipes adverses. Il est notamment coutumier de grandes courses chaloupées de travers avant de repiquer brusquement dans l'axe du terrain ou de montées défensives "en inversé", naviguant au contact des attaquants adverses,.
On lui prête parfois quelques lacunes défensives, accentuées par son changement de poste. Cela a notamment été mis en lumière lors de la débâcle du Crunch de 2019 lors duquel les Anglais ont multiplié les jeux au pied dans son dos, profitant de son inexpérience à ce poste et de l'absence d'un arrière de métier sur ce match.

## Statistiques

### En club
| Saison                      | Club                        | Championnat | Championnat | Championnat | Championnat | Coupe d'Europe     | Coupe d'Europe | Coupe d'Europe | Coupe d'Europe |
| Saison                      | Club                        | Compétition | M           | Pts         | Ess.        | Compétition        | M              | Pts            | Ess.           |
| --------------------------- | --------------------------- | ----------- | ----------- | ----------- | ----------- | ------------------ | -------------- | -------------- | -------------- |
| 2015-2016                   | ASM Clermont                | Top 14      | 1           | -           | -           | Coupe d'Europe     | -              | -              | -              |
| 2016-2017                   | ASM Clermont                | Top 14      | 17          | 35          | 7           | Coupe d'Europe     | 3              | 5              | 1              |
| 2017-2018                   | ASM Clermont                | Top 14      | 12          | 20          | 4           | Coupe d'Europe     | 5              | -              | -              |
| 2018-2019                   | ASM Clermont                | Top 14      | 18          | 45          | 9           | Challenge européen | 7              | 25             | 5              |
| 2019-2020                   | ASM Clermont                | Top 14      | 3           | 10          | 2           | Coupe d'Europe     | 4              | 10             | 2              |
| 2020-2021                   | ASM Clermont                | Top 14      | 13          | 25          | 5           | Coupe d'Europe     | 4              | 15             | 3              |
| 2021-2022                   | ASM Clermont                | Top 14      | 14          | 35          | 7           | Coupe d'Europe     | 3              | 15             | 3              |
| 2022-2023                   | ASM Clermont                | Top 14      | 12          | 30          | 6           | Champions Cup      | 2              | -              | -              |
| 2022-2023                   | ASM Clermont                | Top 14      | 12          | 30          | 6           | Challenge Cup      | 2              | 10             | 2              |
| Total ASM Clermont          | Total ASM Clermont          | Top 14      | 90          | 200         | 40          | Coupes d'Europe    | 30             | 80             | 16             |
| 2023-2024                   | Union Bordeaux Bègles       | Top 14      | 9           | 60          | 12          | Champions Cup      | 3              | 20             | 4              |
| 2024-2025                   | Union Bordeaux Bègles       | Top 14      | 8           | 25          | 5           | Champions Cup      | 4              | 50             | 10             |
| Total Union Bordeaux Bègles | Total Union Bordeaux Bègles | Top 14      | 17          | 85          | 17          | Champions Cup      | 7              | 70             | 14             |
| Total                       | Total                       | Top 14      | 107         | 285         | 57          | Coupes d'Europe    | 37             | 150            | 30             |

### Internationales
Au 15 mars 2025, Damian Penaud compte 56 sélections en équipe de France, pour 38 essais inscrits. Il a pris part à sept éditions du Tournoi des Six Nations, en 2019, 2020, 2021, 2022, 2023, 2024 et 2025, et aux éditions des Coupes du monde, en 2019 et 2023.
| Année | Compétition    | Matchs | Points | Essais |
| ----- | -------------- | ------ | ------ | ------ |
| 2017  | Test matchs    | 5      | 5      | 1      |
| 2018  | Test matchs    | 1      | 0      | 0      |
| 2019  | Six Nations    | 5      | 10     | 2      |
| 2019  | Test matchs    | 2      | 10     | 2      |
| 2019  | Coupe du monde | 3      | 0      | 0      |
| 2020  | Six Nations    | 1      | 5      | 1      |
| 2021  | Six Nations    | 5      | 15     | 3      |
| 2021  | Test matchs    | 6      | 20     | 4      |
| 2022  | Six Nations    | 4      | 15     | 3      |
| 2022  | Test matchs    | 5      | 25     | 5      |
| 2023  | Six Nations    | 5      | 25     | 5      |
| 2023  | Test matchs    | 2      | 15     | 3      |
| 2023  | Coupe du monde | 4      | 30     | 6      |
| 2024  | Six Nations    | 5      | 5      | 1      |
| 2025  | Six Nations    | 3      | 10     | 2      |
| Total | Total          | 56     | 190    | 38     |

| Adversaire       | Matchs joués | Victoires | Défaites | Nuls | Essais | Points | % de victoire |
| ---------------- | ------------ | --------- | -------- | ---- | ------ | ------ | ------------- |
| Afrique du Sud   | 6            | 1         | 5        | 0    | 1      | 5      | 16.67         |
| Angleterre       | 6            | 3         | 3        | 0    | 5      | 25     | 50            |
| Argentine        | 2            | 2         | 0        | 0    | 0      | 0      | 100           |
| Australie        | 5            | 3         | 2        | 0    | 4      | 10     | 60            |
| Écosse           | 10           | 7         | 3        | 0    | 7      | 35     | 70            |
| Géorgie          | 1            | 1         | 0        | 0    | 2      | 10     | 100           |
| Irlande          | 6            | 3         | 3        | 0    | 4      | 20     | 50            |
| Italie           | 6            | 5         | 0        | 1    | 4      | 20     | 83.33         |
| Japon            | 4            | 3         | 0        | 1    | 4      | 20     | 75            |
| Namibie          | 1            | 1         | 0        | 0    | 3      | 15     | 100           |
| Nouvelle-Zélande | 3            | 2         | 1        | 0    | 2      | 10     | 66.67         |
| Pays de Galles   | 5            | 3         | 2        | 0    | 2      | 10     | 60            |
| Tonga            | 1            | 1         | 0        | 0    | 0      | 0      | 100           |
| Total            | 56           | 35        | 19       | 2    | 38     | 190    | 62.5          |

| Numéro | Date              | Lieu                                   | Adversaire       | Compétition         | Résultat | Score |
| ------ | ----------------- | -------------------------------------- | ---------------- | ------------------- | -------- | ----- |
| 1      | 17 juin 2017      | Kings Park Stadium, Durban             | Afrique du Sud   | Test match          | Défaite  | 37-15 |
| 2      | 10 février 2019   | Stade de Twickenham, Londres           | Angleterre       | Six Nations 2019    | Défaite  | 44-8  |
| 3      | 16 mars 2019      | Stade olympique, Rome                  | Italie           | Six Nations 2019    | Victoire | 14-25 |
| 4      | 24 août 2019      | Murrayfield Stadium, Édimbourg         | Écosse           | Test match          | Défaite  | 17-14 |
| 5      | 24 août 2019      | Murrayfield Stadium, Édimbourg         | Écosse           | Test match          | Défaite  | 17-14 |
| 6      | 8 mars 2020       | Murrayfield Stadium, Édimbourg         | Écosse           | Six Nations 2020    | Défaite  | 28-17 |
| 7      | 14 février 2021   | Aviva Stadium, Dublin                  | Irlande          | Six Nations 2021    | Victoire | 13-15 |
| 8      | 13 mars 2021      | Stade de Twickenham, Twickenham        | Angleterre       | Six Nations 2021    | Défaite  | 23-20 |
| 9      | 26 mars 2021      | Stade de France, Saint-Denis           | Écosse           | Six Nations 2021    | Défaite  | 23-27 |
| 10     | 13 juillet 2021   | Etihad Stadium, Melbourne              | Australie        | Test match          | Victoire | 26-28 |
| 11     | 14 novembre 2021  | Stade Matmut Atlantique, Bordeaux      | Géorgie          | Test match          | Victoire | 41-15 |
| 12     | 14 novembre 2021  | Stade Matmut Atlantique, Bordeaux      | Géorgie          | Test match          | Victoire | 41-15 |
| 13     | 20 novembre 2021  | Stade de France, Saint-Denis           | Nouvelle-Zélande | Test match          | Victoire | 40-25 |
| 14     | 6 février 2022    | Stade de France, Saint-Denis           | Italie           | Six Nations 2022    | Victoire | 37-10 |
| 15     | 26 février 2022   | Murrayfield Stadium, Édimbourg         | Écosse           | Six Nations 2022    | Victoire | 17-36 |
| 16     | 26 février 2022   | Murrayfield Stadium, Édimbourg         | Écosse           | Six Nations 2022    | Victoire | 17-36 |
| 17     | 2 juillet 2022    | Stade Toyota, Toyota                   | Japon            | Test match          | Victoire | 23-42 |
| 18     | 2 juillet 2022    | Stade Toyota, Toyota                   | Japon            | Test match          | Victoire | 23-42 |
| 19     | 5 novembre 2022   | Stade de France, Saint-Denis           | Australie        | Test match          | Victoire | 30-29 |
| 20     | 20 novembre 2022  | Stadium, Toulouse                      | Japon            | Test match          | Victoire | 35-17 |
| 21     | 20 novembre 2022  | Stadium, Toulouse                      | Japon            | Test match          | Victoire | 35-17 |
| 22     | 11 février 2023   | Aviva Stadium, Dublin                  | Irlande          | Six Nations 2023    | Défaite  | 32-19 |
| 23     | 11 mars 2023      | Twickenham, Londres                    | Angleterre       | Six Nations 2023    | Victoire | 10-53 |
| 24     | 11 mars 2023      | Twickenham, Londres                    | Angleterre       | Six Nations 2023    | Victoire | 10-53 |
| 25     | 18 mars 2023      | Stade de France, Saint-Denis           | Pays de Galles   | Six Nations 2023    | Victoire | 41-28 |
| 26     | 18 mars 2023      | Stade de France, Saint-Denis           | Pays de Galles   | Six Nations 2023    | Victoire | 41-28 |
| 27     | 12 août 2023      | Stade Geoffroy-Guichard, Saint-Étienne | Écosse           | Test match          | Victoire | 30-27 |
| 28     | 27 août 2023      | Stade de France, Saint-Denis           | Australie        | Test match          | Victoire | 41-17 |
| 29     | 27 août 2023      | Stade de France, Saint-Denis           | Australie        | Test match          | Victoire | 41-17 |
| 30     | 8 septembre 2023  | Stade de France, Saint-Denis           | Nouvelle-Zélande | Coupe du monde 2023 | Victoire | 27-13 |
| 31     | 21 septembre 2023 | Stade Vélodrome, Marseille             | Namibie          | Coupe du monde 2023 | Victoire | 96-0  |
| 32     | 21 septembre 2023 | Stade Vélodrome, Marseille             | Namibie          | Coupe du monde 2023 | Victoire | 96-0  |
| 33     | 21 septembre 2023 | Stade Vélodrome, Marseille             | Namibie          | Coupe du monde 2023 | Victoire | 96-0  |
| 34     | 6 octobre 2023    | Parc Olympique lyonnais, Lyon          | Italie           | Coupe du monde 2023 | Victoire | 60-7  |
| 35     | 6 octobre 2023    | Parc Olympique lyonnais, Lyon          | Italie           | Coupe du monde 2023 | Victoire | 60-7  |
| 36     | 2 février 2024    | Marseille, Stade Vélodrome             | Irlande          | Six Nations 2024    | Défaite  | 17-38 |
| 37     | 9 février 2025    | Stade de Twickenham, Londres           | Angleterre       | Six Nations 2025    | Défaite  | 26-25 |
| 38     | 8 mars 2025       | Aviva Stadium, Dublin                  | Irlande          | Six Nations 2025    | Victoire | 27-42 |

## Palmarès

### En club
- Finaliste du Championnat de France espoirs en 2016 avec l'ASM Clermont Auvergne.
- Finaliste de la Coupe d'Europe en 2017 avec l'ASM Clermont Auvergne.
- Vainqueur du Championnat de France en 2017 avec l'ASM Clermont Auvergne.
- Vainqueur du Challenge européen en 2019 avec l'ASM Clermont Auvergne.
- Finaliste du Championnat de France en 2019 avec l'ASM Clermont Auvergne ainsi qu'en 2024 et 2025 avec l'Union Bordeaux Bègles.
- Vainqueur de la Champions Cup en 2025 avec l'Union Bordeaux Bègles.

### En équipe nationale
- Vainqueur du Tournoi des Six Nations en 2022 (Grand Chelem) et 2025 avec l'équipe de France.

#### Tournoi des Six Nations
| Édition          | Rang | Résultats France | Résultats Penaud | Matchs Penaud |
| ---------------- | ---- | ---------------- | ---------------- | ------------- |
| Six Nations 2019 | 4    | 2 v, 0 n, 3 d    | 2 v, 0 n, 3 d    | 5/5           |
| Six Nations 2020 | 2    | 4 v, 0 n, 1 d    | 0 v, 0 n, 1 d    | 1/5           |
| Six Nations 2021 | 2    | 3 v, 0 n, 2 d    | 3 v, 0 n, 2 d    | 5/5           |
| Six Nations 2022 | 1    | 5 v, 0 n, 0 d    | 4 v, 0 n, 0 d    | 4/5           |
| Six Nations 2023 | 2    | 4 v, 0 n, 1 d    | 4 v, 0 n, 1 d    | 5/5           |
| Six Nations 2024 | 2    | 3 v, 1 n, 1 d    | 3 v, 1 n, 1 d    | 5/5           |
| Six Nations 2025 | 1    | 4 v, 0 n, 1 d    | 2 v, 0 n, 1 d    | 3/5           |

Légende : v = victoire ; n = match nul ; d = défaite ; la ligne est en gras quand il y a Grand Chelem.

#### Coupe du monde
| Édition     | Rang                | Résultats France | Résultats Penaud | Matchs Penaud |
| ----------- | ------------------- | ---------------- | ---------------- | ------------- |
| Japon 2019  | Quarts-de-finaliste | 3 v, 0 n, 1 d    | 2 v, 0 n, 1 d    | 3/4           |
| France 2023 | Quarts-de-finaliste | 4 v, 0 n, 1 d    | 3 v, 0 n, 1 d    | 4/5           |

### Distinctions personnelles
- Meilleur marqueur du Tournoi des Six Nations des moins de 20 ans en 2016 (5 essais).
- Meilleur marqueur de l'histoire du Tournoi des Six Nations des moins de 20 ans (7 essais).
- Oscars du Midi olympique :  Oscar d'Argent 2019[42],  Oscar de Bronze 2024[121].
- Nuit du rugby : Meilleur international français en 2018-2019[41].
- Prix World Rugby : 
  - Essai international de l'année en 2021[122].
  - Membre du XV masculin de l'année en 2023.
- Meilleur marqueur d'essais du Tournoi des Six Nations en 2022 (3 essais) et 2023 (5 essais).
- Membre de l'équipe type du Tournoi des Six Nations en 2022 et 2023[89].
- Membre de l'équipe type du Championnat de France en 2022 et 2024.
- Meilleur joueur de la tournée d'automne 2022[82].
- Meilleur marqueur d'essais français de l'histoire du Tournoi des Six Nations (17 essais).
- Meilleur marqueur de l'histoire de l'équipe de France (38 essais).
- Meilleur marqueur d'essais de l'histoire de la Champions Cup sur une même édition (14 essais en 2025).
- Record du nombre d'essais inscrits dans un seul match de Champions Cup (6 essais).
- Meilleur joueur de la Champions Cup en 2025.